# Artistic Creation
Artistic Creation er en britisk stumfilm fra 1901 af Walter R. Booth.